# Strażnica WOP Kryłów
Strażnica Wojsk Ochrony Pogranicza Kosmów/Kryłów – zlikwidowany podstawowy pododdział Wojsk Ochrony Pogranicza pełniący służbę graniczną na granicy polsko-radzieckiej.

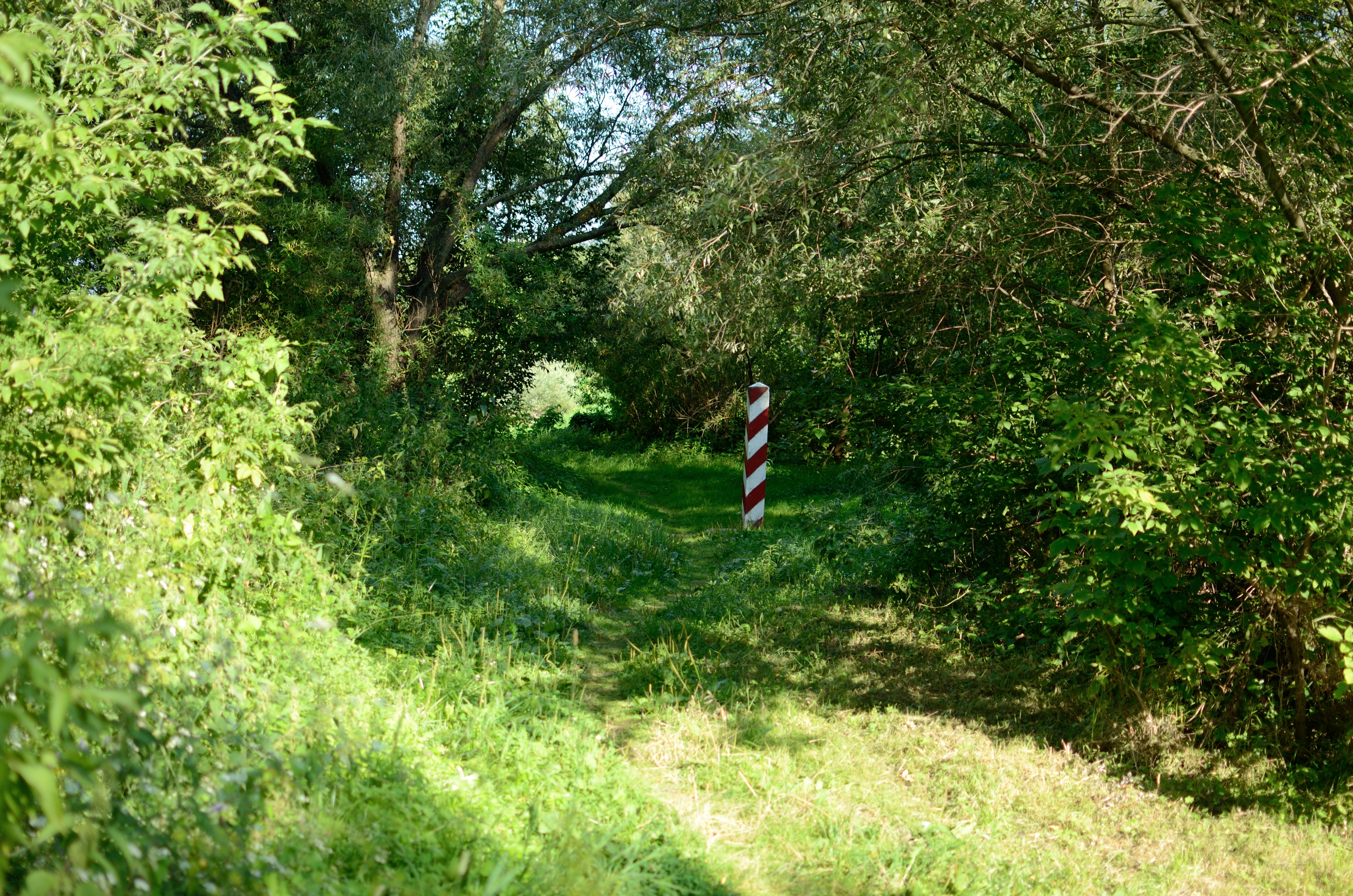
Granica polsko-ukraińska, polski znak graniczny w Kryłowie (lipiec 2014)

## Formowanie i zmiany organizacyjne
Strażnica została sformowana w 1945 w strukturze 32 komendy odcinka jako 149 strażnica WOP (Kosmów) o stanie 56 żołnierzy. Kierownictwo strażnicy stanowili: komendant strażnicy, zastępca komendanta do spraw polityczno-wychowawczych i zastępca do spraw zwiadu. Strażnica składała się z dwóch drużyn strzeleckich, drużyny fizylierów, drużyny łączności i gospodarczej. Etat przewidywał także instruktora do tresury psów służbowych oraz instruktora sanitarnego.
W 1945 na początku 1946 32 komenda odcinka wraz ze strażnicami stacjonowała w Hrubieszowie. 15 stycznia 1946 149 strażnica WOP wystawiła ze swojego składu pierwsze patrole. W międzyczasie strażnica została przeniesiona z miejscowości Kosmów do Kryłowa (Budynek, w którym się znajdowała strażnica zachował się do dziś naprzeciw bramy kościoła parafialnego).
W związku z reorganizacją oddziałów WOP, 24 kwietnia 1948 149 strażnica OP Kryłów (w skali kraju) została włączona w struktury 25 batalionu OP w Hrubieszowie, a 1 stycznia 1951 233 batalionu WOP w Hrubieszowie.
Od 15 marca 1954 wprowadzono nową numerację strażnic. Strażnica WOP Kryłów IV kategorii otrzymała numer 146. i była w strukturach 233 batalionu WOP w Hrubieszowie.
Reorganizacja, jaką przechodziły Wojska Ochrony Pogranicza w czerwcu 1956, doprowadziły do likwidacji 23 Brygady i podległych jej pododdziałów.

## Sąsiednie strażnice
- 148 strażnica WOP Strzyżów ⇔ 150 strażnica WOP Bełz – 1946
- 148 strażnica OP Strzyżów ⇔ 150 strażnica OP (Żwirka) Tudurkowice – 24.04.1948
- 148a strażnica WOP Czumów ⇔ 150 strażnica WOP Tudurkowice –  01.01.1951
- 145 strażnica WOP Czumów ⇔ 147 strażnica WOP Dołhobyczów – 1954.